# Waiting Area
Waiting Area – niemiecki film dokumentalny z 2012 w reżyserii Natalie Beer i Nory Tschirner. Dokument potępia brak opieki medycznej i patriarchalne społeczeństwo w regionie. Tytułowa Waiting Area (pol. strefa oczekiwania) to nazwa placówki medycznej, w której kobiety z odległych wiosek w Etiopii oczekują na poród w ostatnim tygodniu ciąży.
Film został nakręcony w południowo-zachodniej i wschodniej Etiopii i opowiada historię czterech młodych kobiet w czasie ciąży i tuż po niej: Kediga, Fatya, Meseret i Misra. Z powodu braku opieki medycznej w regionie często występują poronienia lub problemy zdrowotne. Wiele kobiet cierpi w wyniku skomplikowanych porodów. Kediga, która sama przeszła ciężki poród teraz edukuje inne kobiety na temat przyczyn powikłań i środków zapobiegawczych. Fatya uczęszcza do szkoły, przez co ma nadzieję na lepsze życie dla swojego syna. Meseret jest kobietą w ciąży, której poród jest punktem kulminacyjnym filmu. Czwarta kobieta to młoda Misra, która pilnie potrzebuje operacji.

## Nagrody i wyróżnienia
- 2013 – Nagroda Mahmuta Tali Öngörenna na niemiecko–tureckim festiwalu filmowym w Norymberdze